# Kuchyně Krymských Tatarů

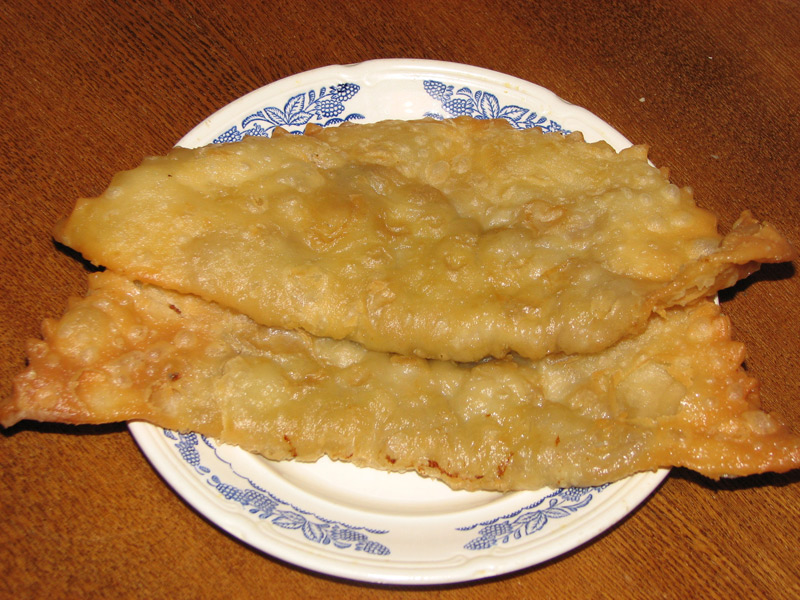
Čeburek

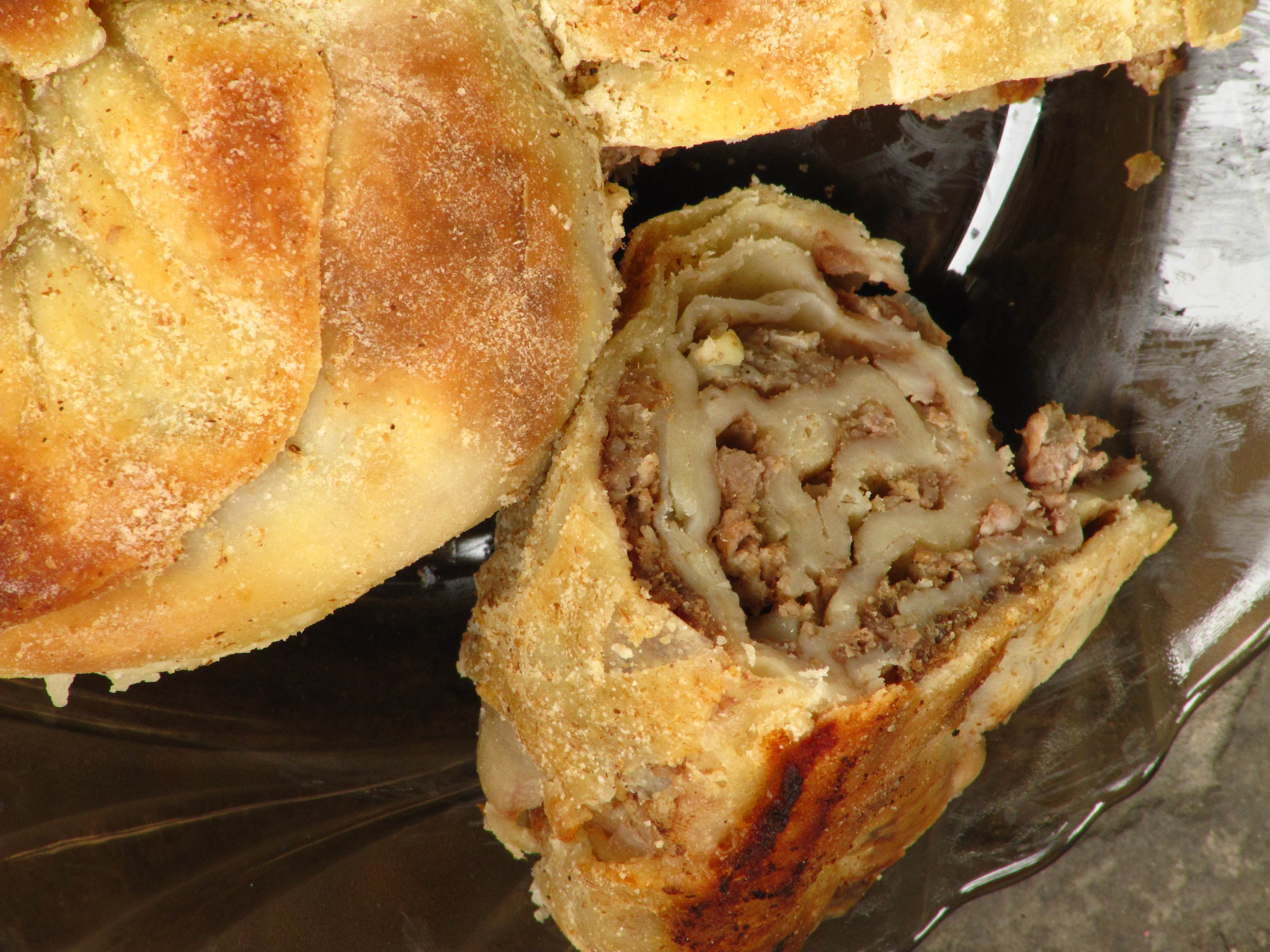
Sarmburma

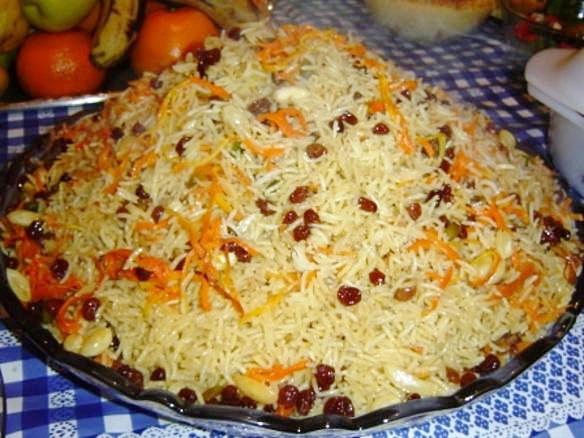
Pilaf

Kuchyně Krymských Tatarů je tradiční kuchyně poloostrova Krym v Černém moři. Přirozeně má mnoho společných prvků s tatarskou kuchyní a kuchyněmi střední Asie (značný vliv na kuchyni Krymských Tatarů měla uzbecká kuchyně, protože velká část Krymských Tatarů byla deportována právě do Uzbekistánu). Ovlivněna byla ale i kuchyněmi dalších národů, které na Krymu žijí (Rusové, Ukrajinci, Řekové, Italové...). Tradičně se v této kuchyni používá hodně zeleniny, ale i masa, ryb a mořských plodů.

## Příklady krymskotatarských pokrmů a nápojů
Příklady krymskotatarských pokrmů a nápojů:
- Čeburek, nejtypičtější krymský pokrm. Jedná se o smaženou těstovinovou kapsu půlměsícového tvaru, plněnou masem, zeleninou nebo sýrem. Nesmažené verze čebureku se nazývá jantyk.
- Sarburma, masový koláč[3]
- Pilaf, kořeněná rýžová směs s masem a zeleninou
- Kebab, opečené maso
- Dolma, plněné papriky
- Sarma, plněné vinné listy
- Baklava
- Laghman, nudle v pikantní omáčce[4]
- Ajran, kysaný mléčný nápoj
- Víno, na Krymu je provozováno vinařství
- Káva